# 女孩和女人们的生活
《女孩和女人们的生活》（或譯《雌性生活》）（英語：Lives of Girls and Woman），加拿大英语小说家、2013年诺贝尔文学奖得主爱丽丝·门罗的短篇小说集。

## 写作和出版
《女孩和女人们的生活》在1971年发表。

## 内容
《女孩和女人们的生活》包括8篇短篇小说，分别是：弗莱兹路、活体的继承者、伊达公主、信仰之年、变迁和仪式、女孩和女人们的生活、洗礼，这些短篇小说却联系在一起，评论家曾认为这是作者的长篇小说。

## 主题和风格
该短篇小说只有一个女性主人公一生的人生历程，9篇短篇小说组成“长篇小说”，讲述了20世纪40年代的她，生活在加拿大安大略省的一个小镇，孩提时，她对爱情懵懂羞涩，长大后，她懂得情欲的纠缠，老了之后，她悟透了生死。

## 译著
简体中文版本已经由马永波、杨千军翻译。